# Alfredo Donnarumma
Alfredo Donnarumma (ur. 30 listopada 1990 w Torre Annunziata) – włoski piłkarz, występujący na pozycji napastnika. Mimo tego samego nazwiska nie jest spokrewniony z bramkarzami – braćmi Antonio i Gianluigim Donnarummą.

## Kariera piłkarska

### Kariera klubowa
Wychowanek klubu Catania. Karierę piłkarską rozpoczął w 2010 w drużynie Gubbio, do której został wypożyczony. Potem grał na zasadach wypożyczenia w Lanciano i Como. Latem 2013 został piłkarzem Cittadella. W swojej karierze potem grał także w takich zespołach jak Teramo, Salernitana oraz Empoli. 13 lipca 2018 przeszedł do Brescii.

## Sukcesy i odznaczenia

### Sukcesy klubowe
Gubbio
- mistrz Lega Pro Prima Divisione: 2010/11

Teramo
- mistrz Lega Pro: 2014/15

Empoli
- mistrz Serie B: 2017/18

Brescia
- mistrz Serie B: 2018/19

### Sukcesy indywidualne
- król strzelców Lega Pro: 2014/15 (Gr.B, 22 goli)
- król strzelców Serie B: 2018/19 (25 goli)